# شقائق الأترج في رقائق الغنج
شقائق الأترنج في رقائق الغنج (وتعني أنصاف الليمون فيما يتعلق بالدلال) هي مخطوطة تٌنسب إلى الكاتب الإسلامي السيوطي في أواخر القرن الرابع عشر. يعتبر الكتاب من الكتب العديدة التي تناولت الجنس من تأليف المؤلف ، مثل نواضر الأيك في معرفة النيك ، والوشاح في فوايد النكاح.
صدر الكتاب لأول مرة عام 1988 م بواسطة دار المعرفة السورية.